# Заговоры (альбом)
«Загово́ры» — студийный альбом русской фолк-группы «Рада и Терновник», изданный в 2005 году.

## Список композиций
Все песни написаны Радой Анчевской
| №   | Название                                | Длительность |
| --- | --------------------------------------- | ------------ |
| 1.  | «А не быть ветрам / Говорила, говорила» | 6:12         |
| 2.  | «Чуяла птица»                           | 5:01         |
| 3.  | «Змеи»                                  | 4:52         |
| 4.  | «Княгиня»                               | 5:44         |
| 5.  | «На озёрах лёд»                         | 3:56         |
| 6.  | «Ветрено»                               | 3:42         |
| 7.  | «Холодно (Плач)»                        | 5:34         |
| 8.  | «Горем запорошена»                      | 3:25         |
| 9.  | «Липкие пальцы»                         | 4:51         |
| 10. | «Трава»                                 | 4:25         |
| 11. | «Улетая»                                | 4:33         |
| 12. | «Солнце ясно»                           | 5:04         |
| 13. | «Сероглазка»                            | 2:11         |

## Участники записи
- Рада Анчевская — вокал
- Владимир Анчевский — гитара,  запись, сведение
- Игорь Черных — бас-гитара
- Андрей Панкратов, Дмитрий Глазов — барабаны
- Дмитрий Глазов — барабаны (2, 8, 13)
- Анастасия Паписова — кельтская арфа
- Борис Марков — канджира
- Сергей Старостин — рожок, калюка, дудки-двойчатки
- Сергей Летов — саксофон, флейта
- Дмитрий Глоба — вокал, гонг, диджериду, ганлин, горловое пение